# Макадамия
Макадамията (Macadamia) е растение, което се среща в природата на Източна Австралия, Нова Каледония и Сулавеси в Индонезия. Познато е още като австралийски орех. За пръв път е описано през 1857 г. от германско-австралийския ботаник Фердинанд фон Мюлер, който кръщава растението в чест на своя приятел, шотландско-австралийския химик, медик и политик Джон Макадам (на английски: John MacAdam) (1827 – 1865 г.).

## Видове
По информация от базата данни The Plant List, родът включва 5 признати вида:
- Macadamia francii (Guillaumin) Sleumer
- Macadamia integrifolia Maiden & Betche
- Macadamia neurophylla (Guillaumin) Virot
- Macadamia ternifolia F.Muell.
- Macadamia tetraphylla L.A.S.Johnson

Орехите от неустановения вид M. jansenii съдържат отровни цианогенни гликозиди. Два вида се култивират. Плантации с макадамия има в Австралия, Калифорния, Бразилия, Южна Африка, на Хаваите, както и в Коста Рика, Израел, Кения, Боливия, Нова Зеландия, Колумбия, Гватемала и Малави. През 2015 г. Южна Африка е световен лидер в производството на макадамов орех с 48 000 тона, следвана от Австралия с 40 000 тона. Цялото световно производство е 160 000 тона.
Макадамията е най-калоричната ядка: 100 g от нея доставят на организма около 740 kcal. Тя е богат източник на много хранителни вещества, сред които тиамин (104%), витамин B6 (21%), магнезий (195%), желязо (28%), магнезий (37%) и фосфор (27%) (вж таблицата). Орехът на макадамията е съставен от 76% мазнини, 14% въглехидрати, включва 9% диетични фибри и 8% протеини.
Сравнена с други хранителни ядки, като бадеми и кашу, макадамията има повече общи мазнини и относително по-малко протеини. Тя съдържа голямо количество мононенаситени мазнини (59% от мазнините), като 17% от тези мазнини е мононенаситената мазнина омега-7 палмитолеинова киселина.
Макадамовите орехи са отровни за кучетата.